# Tennessee Titans 2010
La stagione 2010 dei Tennessee Titans è stata la 40ª della franchigia nella National Football League, la 50ª complessiva La squadra veniva da un record di 8-8 ma scese a 6-10, mancando l'accesso ai playoff per il secondo anno consecutivo.

## Scelte nel Draft 2010
| Scelte dei Titans nel Draft 2010 |         |                  |         |                  |         |
| Giro                             | Scelta  | Giocatore        | Ruolo   | College          |         |
| 1                                | 16      | Derrick Morgan   | DE      | Georgia Tech     |         |
| 2                                | Nessuna | Nessuna          | Nessuna | Nessuna          | Nessuna |
| 3                                | 77      | Damian Williams  | WR      | USC              |         |
| 3                                | 97      | Rennie Curran    | LB      | Georgia          |         |
| 4                                | 104     | Alterraun Verner | CB      | UCLA             |         |
| 5                                | 148     | Robert Johnson   | CB      | Utah             |         |
| 6                                | 176     | Rusty Smith      | QB      | Florida Atlantic |         |
| 6                                | 207     | Myron Rolle      | SS      | Florida State    |         |
| 7                                | 222     | Marc Mariani     | WR      | Montana          |         |
| 7                                | 241     | David Howard     | DT      | Brown            |         |

## Calendario

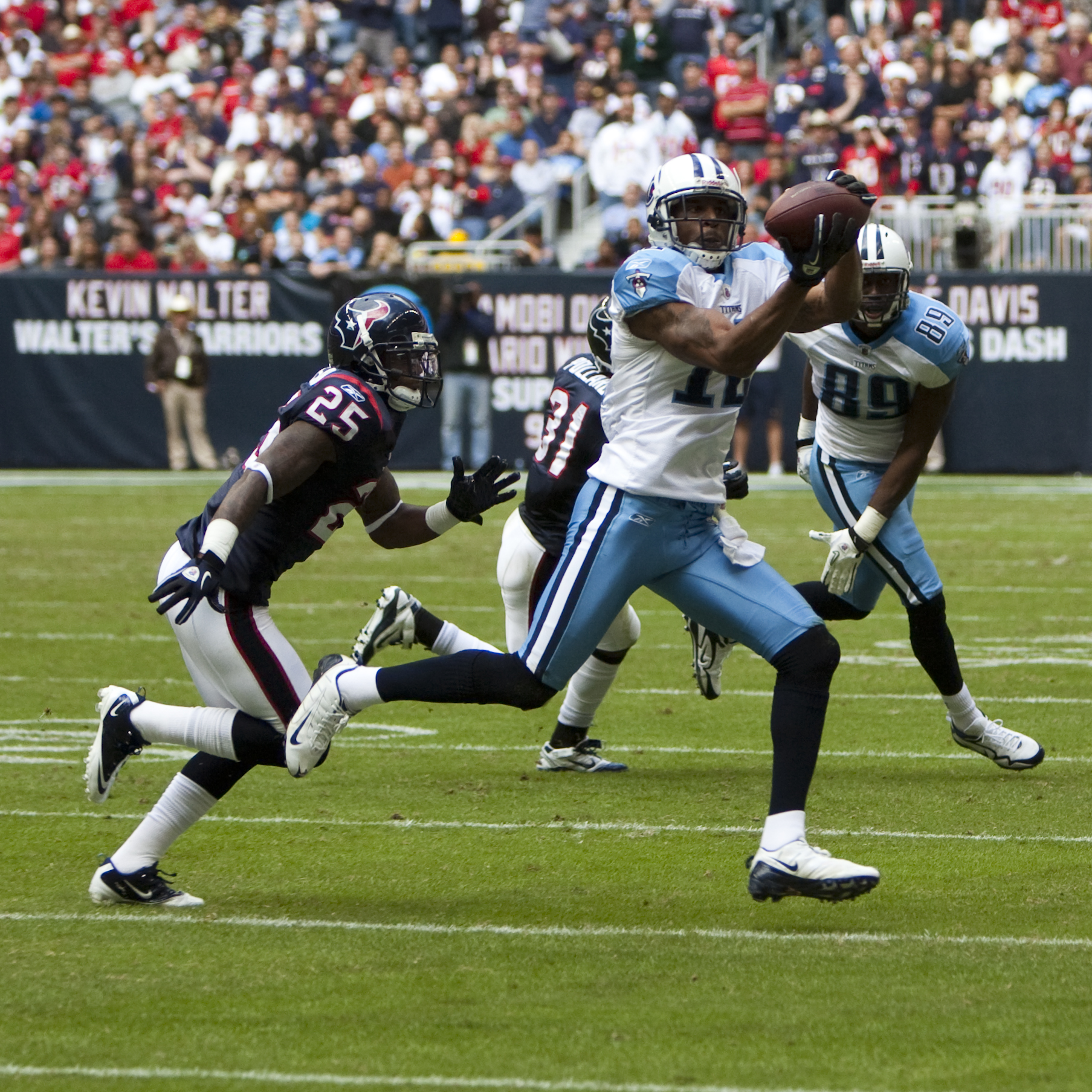
La partita della settimana 12 contro i Texans

| Stagione regolare |                         |                    |                    |                         |                    |
| Turno             | Opponent                | Risultati          | Risultati          | Stadio                  | TV                 |
| Turno             | Opponent                | Punteggio          | Record             | Stadio                  | TV                 |
| 1                 | Oakland Raiders         | V 38–13            | 1–0                | LP Field                | CBS                |
| 2                 | Pittsburgh Steelers     | S 11–19            | 1–1                | LP Field                | CBS                |
| 3                 | at New York Giants      | V 29–10            | 2–1                | New Meadowlands Stadium | CBS                |
| 4                 | Denver Broncos          | S 20–26            | 2–2                | LP Field                | CBS                |
| 5                 | at Dallas Cowboys       | V 34–27            | 3–2                | Cowboys Stadium         | CBS                |
| 6                 | at Jacksonville Jaguars | V 30–3             | 4–2                | EverBank Field          | ESPN               |
| 7                 | Philadelphia Eagles     | V 37–19            | 5–2                | LP Field                | Fox                |
| 8                 | at San Diego Chargers   | S 25–33            | 5–3                | Qualcomm Stadium        | CBS                |
| 9                 | Settimana di pausa      | Settimana di pausa | Settimana di pausa | Settimana di pausa      | Settimana di pausa |
| 10                | at Miami Dolphins       | S 17–29            | 5–4                | Sun Life Stadium        | CBS                |
| 11                | Washington Redskins     | S 16–19 (DTS)      | 5–5                | LP Field                | Fox                |
| 12                | at Houston Texans       | S 0–20             | 5–6                | Reliant Stadium         | CBS                |
| 13                | Jacksonville Jaguars    | S 6–17             | 5–7                | LP Field                | CBS                |
| 14                | Indianapolis Colts      | S 28–30            | 5–8                | LP Field                | NFLN               |
| 15                | Houston Texans          | V 31–17            | 6–8                | LP Field                | CBS                |
| 16                | at Kansas City Chiefs   | S 14–34            | 6–9                | Arrowhead Stadium       | CBS                |
| 17                | at Indianapolis Colts   | S 20–23            | 6–10               | Lucas Oil Stadium       | CBS                |

## Classifiche
| AFC South              | AFC South | AFC South | AFC South | AFC South | AFC South | AFC South | AFC South | AFC South | AFC South |
|                        | V         | S         | P         | %         | DIV       | CONF      | PF        | PA        | STR       |
| ---------------------- | --------- | --------- | --------- | --------- | --------- | --------- | --------- | --------- | --------- |
| (3) Indianapolis Colts | 10        | 6         | 0         | .625      | 4–2       | 8–4       | 445       | 388       | V4        |
| Jacksonville Jaguars   | 8         | 8         | 0         | .500      | 3–3       | 7–5       | 351       | 419       | S3        |
| Houston Texans         | 6         | 10        | 0         | .375      | 3–3       | 4–8       | 390       | 427       | V1        |
| Tennessee Titans       | 6         | 10        | 0         | .375      | 2–4       | 3–9       | 356       | 339       | S1        |